# Svend
Svend ist ein dänischer männlicher Vorname.

## Herkunft und Bedeutung des Namens
Svend ist die dänische Form des u. a. deutschen und skandinavischen Vornamens Sven, abgeleitet vom altnordischen Beinamen Sveinn mit der Bedeutung Junge. Der Vorname kommt gelegentlich auch in Norwegen vor, obwohl die norwegische Hauptform des Namens Svein ist.

## Namensträger
- Svend Andersen (Theologe) (* 1948), dänischer Theologe
- Svend Asmussen (1916–2017), dänischer Jazzmusiker, Sänger und Filmschauspieler
- Svend Auken (1943–2009), dänischer sozialdemokratischer Politiker
- Svend Bille (1888–1973), dänischer Schauspieler
- Svend Billesbølle (1923–2013), dänischer Autor, Widerstandskämpfer und Weltumsegler
- Svend Erik Bjerg (1944–2023), dänischer Radrennfahrer
- Svend Blach (1893–1979), dänischer Hockeyspieler
- Svend Borberg (1888–1947), dänischer Schriftsteller
- Svend Brodersen (* 1997), deutscher Fußballtorwart
- Svend Estridsen (≈1020–1074), König von Dänemark
- Svend Fleuron (1874–1966), dänischer Schriftsteller
- Svend Fochler (* 1966), deutscher Fußballspieler
- Svend Foyn (1809–1894), norwegischer Walfang- und Schiffsmagnat
- Svend Frederiksen (1906–1967), dänisch-grönländisch-US-amerikanischer Eskimologe
- Svend Gade (1877–1952), dänischer Regisseur, Bühnenbildner und Drehbuchautor
- Svend Grundtvig (1824–1883), dänischer Literaturwissenschaftler und Volkskundler
- Svend Hansen (* 1962), deutscher Prähistorischer Archäologe
- Svend Hardenberg (* 1969), grönländischer Beamter, Unternehmer und Schauspieler
- Svend Aage Jensby (* 1940), dänischer Politiker
- Svend Johannsen (1903–1978), dänischer Minderheitenpolitiker in Schleswig-Holstein
- Svend Aaquist Johansen (* 1948), dänischer Komponist, Dirigent, Pianist und Computerprogrammierer
- Svend Madsen (1897–1990), dänischer Turner
- Svend Åge Madsen (* 1939), dänischer Schriftsteller
- Svend Martinsen (1900–1968), norwegischer Ringer
- Svend Erik Møller (1909–2002), dänischer Architekt
- Svend Noldan (1893–1978), deutscher Maler und Dokumentarfilmregisseur
- Svend Olsen (1908–1980), dänischer Gewichtheber
- Svend Pri (1945–1983), dänischer Badmintonspieler
- Svend Ranulf (1894–1953), dänischer Philosoph und Soziologe
- Svend Riemer (1905–1977), deutsch-US-amerikanischer Soziologe
- Svend Rindom (1884–1960), dänischer Schauspieler und Drehbuchautor
- Svend Ringsted (1893–1975), dänischer Fußballspieler
- Svend Robinson (* 1952), kanadischer Politiker
- Svend Smith (1907–1985), dänischer Phonetiker
- Svend Otto Sørensen (1916–1996), dänischer Illustrator und Autor
- Svend Stouge (* 1942), dänischer Geologe
- Svend Erik Tarp (1908–1994), dänischer Komponist
- Svend Tveskæg (≈965–1014), König von Dänemark
- Svend Wad (1928–2004), dänischer Leichtgewichtsboxer
- Svend Weihrauch (1899–1962), dänischer Silberschmied
- Svend Wiele (* 1981), ehemaliger deutscher Eishockeyspieler